# Divisão Pró-Nacional da AF Braga
A Divisão Pró-Nacional da AF Braga é o principal escalão de futebol da Associação de Futebol de Braga desde a época 2013–14, altura em que a competição foi criada, substituindo a Divisão de Honra da AF Braga como escalão máximo do futebol distrital.

## Vencedores
- 2013–14: Santa Eulália
- 2014–15: Torcatense
- 2015–16: Merelinense
- 2016–17: Arões
- 2017–18: Maria da Fonte
- 2018–19: Berço
- 2019–20: Suspenso devido à COVID-19
- 2020–21: Forjães
- 2021–22: Dumiense
- 2022–23: Ribeirão
- 2023–24: Joane

## Participantes
| Clube           | Localidade                | Estádio                               | 2013/14                | Melhor Class                            |
| --------------- | ------------------------- | ------------------------------------- | ---------------------- | --------------------------------------- |
| Águias da Graça | Padim da Graça, Braga     | Campo Carlos Alberto Araújo           | 2º Div. Honra Série A  | 11º III Div. (1997/98 e 1998/99)        |
| FC Amares       | Amares                    | Estádio Engenheiro José Carlos Macedo | 1º Div. Honra Série B  | 17º II Divisão B (1993/94)              |
| Arões           | São Romão de Arões, Fafe  | P. Centro Desp. de Arões              | 3º Pró-Nacional AFB    | 3º Div. Honra AFB (2009/10)             |
| Brito SC        | Brito, Guimarães          | Campo do Brito SC                     | 9º Pró-Nacional AFB    | 6º III Div. (2005/06)                   |
| Caç. Taipas     | Taipas, Guimarães         | Campo Montinho                        | 10º Pró-Nacional AFB   | 10º II Div. B (2002/03)                 |
| CD Celeirós     | Celeirós (Braga)          | Pq. Celeirós-O Feliz                  | 14º Pró-Nacional AFB   | 7º Div. Honra AFB (2012/13)             |
| CD Celoricense  | Celorico de Basto         | Mun. Celorico Basto                   | 11º Pró-Nacional AFB   | 7º Div. Honra AFB (2011/12)             |
| Desp. Ronfe     | Ronfe, Guimarães          | P. do Desp. de Ronfe                  | 8º Pró-Nacional AFB    | 4º III Divisão (2012/13)                |
| GD Joane        | Joane, Famalicão          | Estádio de Barreiros                  | 9º C. Nacional-Série B | 6º [[II Divisão\|II Divisão B (1990/91) |
| Maria da Fonte  | Póvoa de Lanhoso          | Est. dos Moinhos Novos                | 12º Div. Honra AFB     | 5º II Div. B (2008/09)                  |
| Marinhas        | Marinhas, Esposende       | Complexo Marinhas                     | 7º Pró-Nacional AFB    | 5º III Div. (2006/07)                   |
| Merelinense     | Merelim,Braga             | Est. João Soares Vieira               | 5º Pró-Nacional AFB    | 8º II Div. B (2009/10)                  |
| AD Ninense      | Nine, Famalicão           | Complexo Desportivo de Nine           | 9º C. Nacional         | 9º C. Nacional-Série A (2013/14)        |
| Porto D’Ave     | Porto d'Ave, Pov. Lanhoso | Est. do Porto de Ave                  | 13º Pró-Nacional AFB   | 5º Div. Honra AFB (2012/13)             |
| S.Paio D´Arcos  | Arcos (Braga)             | Campo Augusto Macedo, Lomar           | 1º Div. Honra Série A  | 1º Div. Honra (2013/14)                 |
| Serzedelo       | Serzedelo (Guimarães)     | Campo das Oliveiras                   | 6º Pró-Nacional AFB    | 4º III Div. (2000/01)                   |
| Terras do Bouro | Terras do Bouro           | Campo da Bela, Crespos (Braga)        | 2º Div. Honra Série B  | 14º III Div. (2000/01)                  |
| Torcatense      | São Torcato, Guimarães    | P. Desp. do Arnado                    | 4º Pró-Nacional AFB    | 14º II Div. B (2005/06)                 |